# Finan (imię)
Finan – imię pochodzi z kultury celtyckiej, z języków celtyckich i jest zdrobnieniem imienia Findan, a znaczy tyle co jaśniejący lub biały. Łacińskim odpowiednikiem jest Finnan, Fionan, Fionnan. Imieniny obchodzone są 9 stycznia, 16, 17 i 23 lutego oraz 18 marca.